# Fundamentaldiagramm des Verkehrsflusses

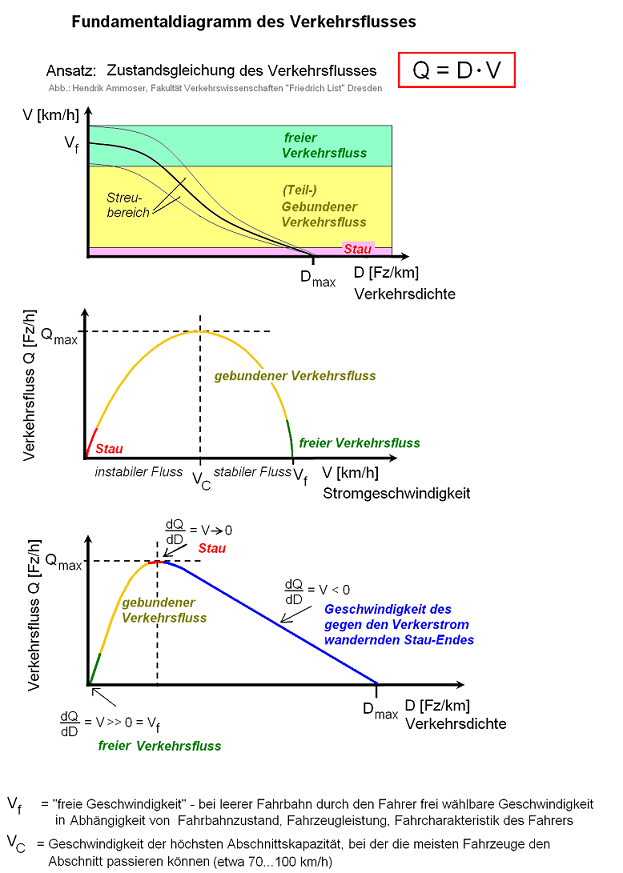
Fundamentaldiagramm des Verkehrsflusses

Das Fundamentaldiagramm des Verkehrsflusses ist ein Diagramm, das den Zusammenhang zwischen Verkehrsstärke (Verkehrsteilnehmer je Stunde, auch als Verkehrsfluss bezeichnet) und der Verkehrsdichte (Verkehrsteilnehmer pro Kilometer) darstellt. Dem Fundamentaldiagramm liegt ein makroskopisches Verkehrsflussmodell zugrunde, das die Beziehung zwischen Verkehrsdichte, Verkehrsgeschwindigkeit und Verkehrsstärke beschreibt. Mit dem Fundamentaldiagramm lassen sich Aussagen über das Durchlassvermögen eines Straßenabschnittes treffen. Außerdem können Simulationen vorgenommen werden, wie sich der Verkehrsfluss bei Zuflussregulierung, Geschwindigkeitsbegrenzung oder anderen Maßnahmen verhält. Das Modell ist jedoch nur auf knotenpunktfreie Strecken ohne Randeinflüsse anwendbar, es kommt also de facto nur für Autobahnen und autobahnähnliche Straßen in Betracht. Auf Landstraßen und alle Formen von Innerortsstraßen ist es nicht anwendbar.

## Wesentliche Aussagen
Da es sich beim Fundamentaldiagramm um ein Modell handelt, wird es in der Praxis nicht selbst für die Bewertung von Straßenverkehrsanlagen herangezogen. Aus ihm lassen sich jedoch die folgenden Aussagen ableiten:
- Es gibt einen Zusammenhang zwischen Verkehrsdichte und Fahrzeuggeschwindigkeit: Je mehr Fahrzeuge auf einem Straßenabschnitt fahren, umso geringer wird die Fahrgeschwindigkeit.
- Es gibt eine optimale Geschwindigkeit. Bis zu dieser Geschwindigkeit (ca. 75–85 km/h) steigt die auf einer knotenpunktfreien Strecke abwickelbare Verkehrsstärke bis zur Kapazitätsgrenze. Steigt die gefahrene Geschwindigkeit darüber, sinkt die abwickelbare Verkehrsstärke.
- Um einen Verkehrsstau zu vermeiden und einen Verkehrsfluss stabil zu halten, dürfen in einen Straßenabschnitt maximal nur so viele Fahrzeuge einfahren, wie im selben Zeitraum auch aus dem Abschnitt ausfahren.
- Bei einer kritischen Fahrzeugdichte und einer dazugehörigen Fahrzeuggeschwindigkeit wechselt der Zustand des Verkehrsflusses von stabil nach instabil.

Auf dieser Basis können Festlegungen zu Bau und Betrieb von Straßeninfrastruktur getroffen werden. In Deutschland gilt dies z. B. für das Handbuch für die Bemessung von Straßenverkehrsanlagen (die QSV leiten sich direkt aus dem Fundamentaldiagramm ab) und für die Richtlinien für die Anlage von Autobahnen (Planungsgeschwindigkeit für Stadtautobahnen T80).